# Sport Luanda e Benfica
Pour les articles homonymes, voir Benfica (homonymie).
Maillots
Le Sport Luanda e Benfica est un club angolais de football basé à Luanda. Le club est également connu sous le nom de Águias de Luanda, Aigles de Luanda.

## Histoire
- Le nom du club vient directement du Benfica Lisbonne, Sport Lisboa e Benfica.
- Le club a été renommé en Saneamentos Rangol en 1995, avant de retrouver son nom d'origine en 2000.

## Palmarès
- Coupe d'Angola de football (1)
  - Vainqueur : 2014
  - Finaliste : 2006, 2007

- Supercoupe d'Angola de football (1)
  - Vainqueur : 2007
  - Finaliste : 2015

## Anciens joueurs
- Loco
- Manucho

(voir aussi Catégorie:Joueur du Benfica Luanda)